# 嘉會洞聖堂
嘉会洞圣堂（가회동성당）是一座罗马天主教教堂，位于首尔钟路区嘉会洞北村路57号。
嘉会洞圣堂地下三层，地上三层，占地面积1150平方米，总建筑面积3738平方米，大堂为西式风格，入口为传统韓屋风格， 2016年获奖。
2013年，该堂安装了德国管风琴
该堂每年举行一次婚礼仪式。 2017年1月19日，金泰希和Rain在此举行婚礼。